# Всемирный саммит бизнеса и спорта «Спорт-Аккорд»
Всемирный саммит бизнеса и спорта «Спорт-Аккорд» (англ. SportAccord World Sport & Business Summit) — шестидневное мероприятие, на котором собираются международные спортивные федерации, правообладатели, организационные комитеты, администрации городов, СМИ.
Штаб-квартира находится в Лозанне, Швейцария в Международном доме спорта.
Из-за сильного влияния на мировое спортивное сообщество саммит называют «Давос в мире спорта»  и «Организация Объединенных Наций Спорта»
Основные участники мероприятия - представители спортивных федераций из ASOIF (Ассоциация международных летних олимпийских федераций), AIOWF (Ассоциация международных олимпийских федераций зимних видов спорта), ARISF (Ассоциация признанных МОК международных спортивных федераций), AIMS (Альянс Независимых признанных членов спорта), GAISF (глобальная Ассоциация международных спортивных федераций). Мероприятия поддерживает Международный Олимпийский Комитет. В рамках мероприятия проходит генеральная ассамблея с участием президента МОК.
Все международные спортивные федерации и их дочерние организации проводят свои ежегодные генеральные ассамблеи в рамках саммита.

## Руководство
Правление: Рафаэль Кьюлли - президент GAISF, ARISF и международной федерации пауэрлифтинга (избран 8 мая 2019 года), Франческо Риччи-Битти - президент ASOIF, Рене Фазель - президент IIHF и Аркадий Ротенберг
Наблюдательный совет: Эндрю Райан - исполнительный директор ASOIF, Сара Левис - генеральный секретарь AIOWF и Международной федерации лыжного спорта, Нис Хэтт - управляющий директор «Спорт-Аккорд»

## Темы
- Саммит «Спорт-Аккорд» - новые тенденции в спортивной деятельности, спортивного менеджмента, технологий и стратегий коммерческой деятельности
- CityAccord - заявочная работа и организация спортивных событий
- HealthAccord - физическое и психическое здоровье спортсменов
- InvestAccord - финансы, инвестиции, увеличение доходов и снижение затрат на управление
- LawAccord - спортивное право, управление и борьба с коррупцией
- MediaAccord- традиционные и новые стратегии в области средств массовой информации для привлечения болельщиков

## История
Саммит был учрежден в 2003 году. Инициатором выступила организация СпортАккорд, которая в 2017 году была переименована в GAISF (Global Association of International Sports Federations).
В 2003 году мероприятие прошло в Мадриде, Испания; в 2004 - Лозанна, Швейцария; в 2005 - Берлин, Германия; в 2006 - Сеул, Южная Корея; в 2007 - Пекин, Китай; в 2008 - Афины, Греция; в 2009 - Денвер, США; в 2010 - Дубай, ОАЭ; в 2011 - Лондон, Великобритания; в 2012 - Квебек, Канада
В 2013 году саммит прошел в России перед Олимпийскими играми в Сочи. Мероприятие проходило в Санкт-Петербурге и стало площадкой презентацией городов-кандидатов на проведение Летних Олимпийских игр - 2020 и медалей Зимних Олимпийских и Паралимпийских игр Сочи-2014.
В 2014 году событие доверили городу Белек, Турция
В 2015 году мероприятие прошло в Сочи. За шесть дней на площадке прошло 50 мероприятий, посвященных допингу и независимости в спорте. На мероприятии презентовали Чемпионат мира по водным видам спорта - 2015 (FINA) и определили спортсменов года и спортивных героев
В 2016 году событие вернулось в Лозанну, Швейцария; в 2017 году саммит прошел в Орхусе, Дания; в 2018 в Бангкоке, Таиланд; в 2019 - в Квинсленде, Австралия
В 2020 году «Спорт-Аккорд» должен был пройти в Китае, но был отменен из-за пандемии коронавируса.
В 2021 году саммит должен был пройти в Екатеринбурге на площадке Екатеринбург-ЭКСПО, но был перенесен из-за коронавирусных ограничений на май 2022 года, а позже отменен. Официальная причина так и не была названа.
В 2022 году